# Bosque Rojo del Kubán
El Bosque Rojo del Kubán (en ruso: Красный лес (Кубань), Krasni Les) se trata de un bosque inundable protegido de 4 750 ha situado en la orilla derecha del río Kubán (poco después del nacimiento del distributario Anguélinski), 56 km al oeste de Krasnodar, en el raión de Krasnoarméiskaya del krai de Krasnodar, a los pies del Cáucaso Occidental en el suroeste de Rusia. En su centro se halla Krasni Les. Es una muestra de los bosques que desde las montañas cubrían el valle hasta la desembocadura.
Las principales especies de árboles en este bosque son el roble, el fresno, el arce, los carpes, el álamo, el peral o el manzano. Entre las especies arbustivas destacan el cornejo, el espino blanco, el viburnum o el rosal silvestre. A lo largo del río crecen las lysimachias.  Estos bosques son poblados por gamos europeos, corzos siberianos, jabalíes, zorros, martas y liebres. También es hogar demuchas aves. No está permitida la caza, más que controlada para la regulación de los niveles, disparando a los animales enfermos y viejos. No se permite el pastoreo ni ninguna actividad económica incluida la recolección de leña, setas o bayas.